# Diedrich Bader
Karl Diedrich Bader (ur. 24 grudnia 1966 w Alexandria) – amerykański aktor i komik. Występował w roli Oswalda w sitcomie The Drew Carey Show.

## Życiorys

### Wczesne lata
Bader urodził się w Alexandrii w stanie Wirginia, jako syn Gretty, rzeźbiarki, i Williama Badera, dyrektora fundacji związanej z polityką. Gdy miał dwa lata jego rodzina przeniosła się do Paryża we Francji. Powrócił do USA, aby rozpocząć edukację w Groveton High School. Ukończył T.C. Williams High School w Alexandrii w stanie Wirginia, a potem college na uniwersytecie North Carolina School of the Arts.

### Kariera
Początkowo występował gościnnie w popularnych serialach telewizyjnych, takich jak Bajer z Bel-Air, Star Trek: Następne pokolenie, Zagubiony w czasie i Zdrówko. Pierwszą znaczącą rolę dostał w 1993, w serialu Danger Theatre, grając rolę poszukiwacza. Na moment przeniósł się na wielki ekran, grając Jethro w kinowej wersji Bogatych biedaków. Powrócił jednak do telewizji jako Oswald w The Drew Carey Show w 1995.
Bader posiada charakterystyczny niski ton głosu, dzięki czemu często wybierany jest do roli w filmach animowanych. Najpopularniejsze produkcje w których uczestniczył to Epoka lodowcowa, Simpsonowie, Buzz Astral z Gwiezdnej Bazy, Mroczne przygody Billy’ego i Mandy, oraz Pingwiny z Madagaskaru. Wystąpił także w 1999 r. w Życiu biurowym jako sąsiad Petera – Lawrence (o charakterystycznej fryzurze w stylu czeski piłkarz). W 2004 zagrał Rexa w filmie Napoleon Wybuchowiec, trenera sztuk walki i właściciela dojo. W tym samym roku wystąpił także w Eurotrip, jako złodziej. Role te, zarówno głosowe w animacjach, jak i aktorskie (poprzez specyficzną charakteryzację), sprawiły, że Bader stał się mniej rozpoznawalny. Pojawił się także w jednym odcinku Siódmego nieba w 2007, jako ojciec T-Bone’a (granego przez Coltona Jamesa). Ostatnio wystąpił także gościnnie w telewizyjnym dramacie Shark. Zbiegiem okoliczności było, że w tym samym odcinku wystąpiła z nim jego była serialowa żona z Bajera z Bel-Air, Charlayne Woodard, grająca tam Janice Smith. Zagrał także w odcinku serialu Pohamuj entuzjazm zatytułowanym „The TiVo Guy”.
Najpopularniejszym jak dotąd filmem w którym zagrał, jest Na fali, gdzie udzielił głosu dla Tanka „Czołga” Evansa.
Udzielił także głosu do czterech różnych animowanych przygód Batmana, zarówno dla dobrych i złych postaci. Są to Batman przyszłości, The Zeta Project, The Batman oraz Batman: Odważni i bezwzględni w którym udzielił głosu samej postaci Batmana.

## Życie prywatne
Bader jest żonaty z aktorką Dulcy Rogers, z którą ma dwójkę dzieci.

## Filmografia

### Filmy
- Desert Rats (1988) – Mort
- The Preppie Murder (1989) – Peter
- Bogate biedaki (1993) – Jethro Bodine/Jethrine Bodine
- Zakładniczka (1994) – Higgins
- Czarny sekret FBI (1996) (TV) – Scott McDonough
- Hercules: Zero to Hero (1999) – Adonis (głos)
- Życie biurowe (1999) – Lawrence
- Bartok wspaniały (1999) – Vol (głos)
- Olive, the Other Reindeer (1999) – Zoo Director (głos)
- Couple Days... A Period Piece (2000) – Josh
- Buzz Lightyear of Star Command: The Adventure Begins (2000) – Warp Darkmatter (głos)
- Certain Guys (2000) – Ronald
- Rock & Roll Back to School Special (2001) – Oswald Lee Harvey
- Wakacje. Żegnaj szkoło (2001) (głos) – Strażnik #2
- Jay i Cichy Bob kontratakują (2001) – Gordon, strażnik ochrony w Miramax
- Evil Alien Conquerors (2002) – My-ik
- A Baby Blues Christmas Special (2002) – Kenny (głos)
- Epoka lodowcowa (2002) – Oscar (głos)
- Country Miśki (2002) – Oficer Cheets/głos Teda Bedderheada
- Napoleon Wybuchowiec (2004) – Rex Kwan Do
- EuroTrip (2004) – Złodziej
- Hotel umarlaków (2004) – Henri
- Miss Agent 2: Uzbrojona i urocza (2005) – Joel
- Kim Kolwiek: Szatański plan (2005) – Lars (głos)
- Dinotopia: Walka o rubinowy kryształ (2005) – John (głos)
- Lewy casting (2005) – Glenn Dale
- Na fali (2007) – Tank „Czołg” Evans (głos)
- Balls of Fury (2007) – Gary
- Poznaj moich Spartan (2008) – Traitoro
- Sezon na misia 2 (2008) – Rufus (głos)
- Piorun (2008) – Kot (głos)
- Gwiezdny zaprzęg (2009) – Yuri
- Wampiry i świry (2010) – Frank Crane

### Seriale
- Zdrówko (1990) (TV) – Kelner
- Danger Theatre (1993) – Poszukiwacz
- The Drew Carey Show (1995) – Oswald Lee Harvey
- Gargoyles (1996) – Jason Canmore (głos)
- Pepper Ann (1997) (głos)
- Herkules (1998) – Adonis (głos)
- Batman przyszłości (1999) – Zeta (głos)
- Buzz Astral z Gwiezdnej Bazy (2000) – Warp Darkmatter (głos)
- Baby Blues (2000) – Kenny/inne postaci (głos)
- The Zeta Project (2001) – Zeta/Zee (głos)
- Lloyd w kosmosie (2001) – Harvulian „Boomer” Standervault (głos)
- Mroczne przygody Billy’ego i Mandy (2002) – HossDelgado (głos)
- Pępek świata (2004) – Tommy Barnett
- Korgoth of Barbaria (2006) – Korgoth (głos)
- Siódme niebo (2007) – T-Bone's father
- Bobby kontra wapniaki (2007) – Body Builder (głos)
- The Batman (2008) – Shadow Thief, Number One (głos)
- Tajemniczy Sobotowie (2008) – Fiskerton (głos)
- CSI: Kryminalne zagadki Las Vegas (2008) – Bud (w odcinku „Two And a Half Deaths”)
- Batman: Odważni i bezwzględni (2008) – Batman, Kilowog, Owlman
- Fineasz i Ferb (2009) – Albert (głos)
- Dostawa na telefon (2010) – Charlie Davies